# The Bart of War
«The Bart of War» (с англ. — «Барт Войны») — двадцать первый эпизод четырнадцатого сезона мультсериала «Симпсоны». Впервые вышел в эфир 18 мая 2003 года.

## Сюжет
Серия начинается с того, что Барт и Милхаус смотрят по телевизору знаменитый американский мультсериал «Южный Парк» (в переводе Ren-TV названный «Стрёмным Городком», ибо при показе оригинального мультсериала на РенТВ он назывался «Стрёмный Городок Саут-Парк»). Как и в оригинале, мультфильм содержит грубые выражения, туалетный юмор и кровавое насилие, что, разумеется, не может не радовать мальчиков, которые аж пританцовывают от увиденного. Но тут в комнату некстати заходит Мардж. Она тут же переключает канал и предлагает детям посмотреть доброе шоу «Небеса Обетованные». Громким криком и побегом дети дают понять, что смотреть шоу они не будут. Пытаясь найти себе новое весёлое занятие, Милхаус предлагает Барту привязать к мухе нитку и посмотреть, что с ней произойдет. К несчастью, муха залетает в дом Фландерсов и застревает там. Дети решают забрать муху и тоже проникают в дом. К несчастью, муху уже съела кошка. Тут мальчики понимают, что Фландерсов нет дома, и решают повеселиться. Они повсюду устраивают беспорядок, а позже натыкаются на тайную комнату Неда с его огромной коллекцией, посвящённой группе «Битлз». Там же они находят стенд с напитками, пародирующими имена участников группы («Джон Лимон», «Морс Хариссон», «Пол Маккака» и «Манго Старр») и решают попробовать напитки сорокалетней давности. От этих напитков у мальчиков начинаются галлюцинации в стиле «Битлз». А тем временем Нед Фландерс вместе с детьми возвращается домой и видит, что здесь был кто-то посторонний и он разгромил их дом. Испуганная семейка прячется в тайном убежище, откуда Нед вызывает полицию. Услышав прибытие полицейских машин, Барт и Милхаус пытаются сбежать, но лишь окончательно громят комнату и наконец пытаются пройти мимо полицейских в картонной Жёлтой Подводной Лодке, но картонка падает и хулиганов арестовывают.
Фландерс решает не подавать в суд на детей, но предупреждает родителей хулиганов, что им стоит принимать больше участия в воспитании своих отпрысков. Мардж решает записать Барта в какое-нибудь детское сообщество, причём подальше от Милхауса, который, по её мнению, плохо влияет на мальчика. Барт решает попасть в сообщество «Юные индейцы», вождём которого решает стать Гомер. Барт становится юным индейцем вместе с Ральфом, Нельсоном и мальчиком по кличке «База Данных». Вождь из Гомера получается никудышный: он лишь играет на барабанах, даёт участникам сообщества глупые клички, а из развлечений предлагает им посмотреть футбольный матч по телевизору. Мардж видит, что её муж неправильно представляет себе индейцев, и решает исправить ситуацию: она разжигает индейский костёр и дымовым сигналом зовёт юных индейцев к себе. Увидев, что сделала мама Барта, дети тут же решают сделать её своим вождём (да и Гомер не против, ему как раз пора к Мо). Мардж вместе с настоящим индейцем из племени Могикан устраивает детям экскурсию по бывшим индейским землям, которые когда-то были плодородными и красочными. А теперь на этом месте находится огромная свалка! Увидев это, юные индейцы решают очистить поле от мусора. На следующий день они возвращаются с палками и пакетами для уборки мусора, но мусора на свалке нет, и «индейцы» впадают в недоумение. Оказалось, что здесь убрались «Юные Кавалеристы» — другое сообщество, состоящее из Мартина Принса, какого-то неизвестного мальчика, Джимбо Джонса и лучшего друга Барта Милхауса Ван Хутена. А возглавляет сообщество его отец Кирк. А поскольку мест на действия одновременно обоих клубов в городе не хватит, между двумя сообществами разгорается война!
Итак, между двумя организациями разворачивается нешуточная конкуренция: обе стороны умудряются показать себя с лучших сторон, развлекая стариков в Спрингфилдском Доме Престарелых, раздавая бездомным суп и выпивку и строя новые дома. Вскоре по телевизору известный спрингфилдский боксёр Дредерик Татум объявляет конкурс: та команда, которая продаст больше конфет жителям Спрингфилда, получит шанс побывать на ближайшем бейсбольном матче. Узнав об этом, Мардж решает, что наконец пришёл-таки час победить кавалеристов, продавая конфеты. Но Гомер решает, что жене стоит отдохнуть, так как она была вождём в мирное время, а сейчас — военное (поэтому Гомер снова решает стать вождём). Ночью юные индейцы пробираются в гараж Ван Хутенов и добавляют во все сладости кавалеристов слабительное. Разумеется, люди не покупают у кавалеристов их «отравленные» сладости, так что продажи склоняются в пользу индейцев. Но Юные кавалеристы все равно побеждают, так как их конфеты очень пригодились пенсионерам из дома престарелых. Но Гомер решает, что победа ещё впереди. На следующий день перед началом матча Гомер с Бартом устанавливают табличку, указывающую на бесплатную VIP-парковку, стрелка на которую указывает в направлении далёком от стадиона. А сами индейцы переодеваются в форму кавалеристов и выходят на стадион, где начинают петь издевательскую пародию на Гимн США. Таким образом ребята хотят опозорить кавалеристов. Их план сработал, и кавалеристов возненавидели все зрители. Но тут на стадион прибывают настоящие кавалеристы. Они раскрывают обман, и между двумя командами начинается драка, которая плавно перерастает в масштабное побоище, в котором участвуют уже все жители Спрингфилда. Мардж, видя массовую драку и понимая, что всё это произошло из-за её добрых намерений, начинает громко рыдать. В это время оператор наводит на неё камеру, и весь стадион видит её слёзы с большого стадионного экрана. Спрингфилдчане тут же решают помириться и, взявшись за руки, начинают петь песню (но не воинственный отечественный гимн, а тихий и спокойный гимн Канады). При этом они встают в линию, с воздуха похожую на кленовый лист, символ с флага Канады. Завершается всё диалогом Милхауса и Барта:

— Барт, я понял: война — не решение проблем.
— Ничьих, кроме наших, американских!
— Аминь!.

## Интересные факты
- Эта серия (а точнее её начало) является своеобразным ответом на эпизод «Это уже было в „Симпсонах“» мультсериала «Южный Парк», вышедший на экраны 26 июня 2002 года (за год до «Барта Войны»), а также является первым упоминанием легендарного мультсериала для взрослых в «Симпсонах». Создатели «Симпсонов» поддерживают дружеские отношения с создателями «Южного парка», что будет не раз продемонстрировано в будущих сериях обоих мультсериалов. Вот и здесь демонстрируется уважение к «младшему брату» с «Comedy Central»: Барт и Милхаус (в отличие от Мардж) в восторге от лексикона главных героев и мультяшного насилия, которое на порядок жёстче, чем в любом аналогичном мультсериале.
- Ранее в серии «Это уже было в „Симпсонах“» один из героев «Южного парка» Баттерс Стотч говорил, что пересмотрел все 132 серии «Симпсонов», хотя на момент выхода серии (июнь 2002 года) их было уже 291 (13 сезонов). В «Bart of War» присутствует ответ на допущенную ошибку: во время просмотра «Южного парка» Барт удивляется тому, «что создателям мультсериала удалось выпустить целых 42 серии» (на самом деле на момент выхода серии (май 2003 года) их было уже 103).